# Сборная Уоллиса и Футуны по футболу
Национальная сборная Уоллиса и Футуны — футбольная сборная Уоллиса и Футуны. Управляется Федерацией футбола Уоллиса и Футуны. Уоллис и Футуна не входит в ФИФА и ОФК.

## Чемпионат мира
Никогда не квалифицировалась

## Кубок наций ОФК
Никогда не квалифицировалась

## Тихоокеанские игры
- 1966 — групповой этап
- 1979 — четвертьфинал
- 1983 — четвертьфинал
- 1987 — групповой этап
- 1995 — групповой этап

1. ↑  The FIFA/Coca-Cola World Ranking (англ.). FIFA (19 декабря 2024). Дата обращения: 19 декабря 2024.